# Isaac De Reimer
Pour les articles homonymes, voir Reimer.
Isaac De Reimer fut le maire de New York de 1700 à 1701.

## Biographie
En 1700, Isaac De Riemer, un marchand d'origine hollandaise est nommé maire. C'est un descendant d'une des plus anciennes familles de la ville et le neveu de Cornelius Van Steenwyck, un des précédents maires de New York.